# Municipio de Rakvere
El municipio de Rakvere (estonio: Rakvere vald) es un municipio estonio perteneciente al condado de Lääne-Viru.

## Localidades (población año 2011)
- Aluvere 23
- Andja 13
- Aresi 34
- Arkna 190
- Eesküla 54
- Jäätma 23
- Järni 45
- Kaarli 52
- Karitsa 104
- Karivärava 47
- Karunga 42
- Katela 26
- Katku 23
- Kloodi 26
- Kohala 143
- Kohala-Eesküla 29
- Koovälja 78
- Kõrgemäe 20
- Kullaaru 15
- Lasila 138
- Lepna 415
- Levala 108
- Mädapea 68
- Muru 41
- Näpi 344
- Nurme 14
- Paatna 27
- Päide 129
- Papiaru 35
- Rägavere 38
- Rahkla 40
- Raudlepa 34
- Raudvere 17
- Roodevälja 159
- Sämi 57
- Sämi-Tagaküla 17
- Sõmeru 1,208
- Sooaluse 12
- Taaravainu 141
- Tobia 54
- Toomla 11
- Tõrma 146
- Tõrremäe 165
- Ubja 269
- Uhtna 360
- Ussimäe 485
- Vaeküla 140
- Varudi-Altküla 6
- Varudi-Vanaküla 40
- Veltsi 213
- Võhma 7[1]